# Il colore venuto dallo spazio
Il colore venuto dallo spazio (The Colour Out of Space) è un racconto horror fantascientifico dello scrittore statunitense Howard Phillips Lovecraft che gode di grande popolarità tra gli appassionati dello scrittore di Providence. Scritto nel marzo 1927, fu pubblicato per la prima volta nel settembre dello stesso anno sulla rivista Amazing Stories. È considerato uno dei suoi racconti più celebri e meglio riusciti e ad esso si sono ispirati diversi film.

## Trama
(Howard Phillips Lovecraft, "Il colore venuto dallo spazio" 1927)
La voce narrante è quella di un tecnico che si trova a fare dei sopralluoghi in una vallata del New England che verrà presto inondata a causa della messa in servizio di una nuova diga. La zona si è spopolata da qualche tempo e circolano strane storie, soprattutto in merito a una zona della valle detta “la landa folgorata”: cinque acri di desolazione, neanche un filo d'erba che cresce, e uno spesso strato di polvere e cenere grigia che il vento e le piogge sembrano incapaci di disperdere.
Alla richiesta di notizie ad alcuni anziani della città vicina, alcuni borbottano allusioni ai “giorni terribili”, quando una famiglia della zona scomparve o venne uccisa. Nessuno sa niente di più preciso, ma raccomandano comunque allo straniero di non prestar fede ai racconti del vecchio Ammi Pierce, che abita sul limitare del fitto bosco che conduce alla landa folgorata.
Il giorno dopo il nostro narratore si reca da Ammi Pierce, lo convince a parlargli degli anni terribili, e alla fine si rende conto del perché fosse semi-impazzito e del perché gli anziani non amassero parlare della terra folgorata.
Prima del tramonto torna in albergo, badando a non farsi sorprendere dall'oscurità, fa le valigie e parte per Boston per dare le dimissioni. Si ripromette anche che, anche quando la zona sarà sommersa dalle acque del bacino, non passerà mai più da quelle parti, e soprattutto non berrà mai l'acqua proveniente da lì.
Tutto cominciò con la caduta di un meteorite, che si conficcò nel terreno vicino al pozzo della fattoria di Nahum Gardner, una bella e bianca casetta circondata da fertili frutteti, situata al centro di quella che sarebbe poi diventata la terra folgorata. La notizia rimbalzò su tutti i giornali e dopo poco arrivarono tre professori dall'università per esaminare il visitatore dagli spazi interstellari.
Il meteorite era ancora caldo, e gli abitanti della fattoria dissero agli scienziati che di notte emetteva una debole luminescenza, e dissero anche che la pietra sembrava essersi rimpicciolita dal giorno della caduta.
Perplessi udendo queste notizie, gli scienziati prelevarono un piccolo campione che, come in preda a qualche strana forma di combustione, in poco tempo svanì completamente.  L'eccitazione aumentava, venne prelevato un frammento più grosso che, fino a quando non evaporò del tutto, resistette a ogni analisi e attacco chimico – qualche caratteristica comunque lo fece classificare fra i metalli e l'osservazione con lo spettroscopio rivelò tracce di elementi sconosciuti e strane proprietà ottiche. Tutto il materiale meteoritico era destinato a scomparire in pochi giorni.
Il caso venne archiviato dai ricercatori, ma al successivo raccolto le pere e le mele arrivarono a dimensioni eccezionali, ma per quanto  magnifiche e appetitose, non erano assolutamente commestibili: un gusto amaro e malsano si era insinuato nella polpa dei frutti. Anche durante l'inverno alcuni segnali rivelarono che qualcosa non andava nella zona: impronte strane lasciate da piccoli animali del bosco sulla neve, e in primavera cominciarono a fiorire, con grande anticipo sulla stagione, piante mai viste e, soprattutto, di un colore che era impossibile descrivere.
Gli scienziati tornarono sul posto, furono d'accordo nel dire che forse alcuni minerali presenti nel meteorite si erano sciolti nel terreno inquinandolo, ma che le piogge presto avrebbero lavato il suolo.
Il delirio cromatico della vegetazione aumentava sensibilmente, e nell'aria c'era una strana inquietudine: tutti i membri della famiglia Gardner avevano sempre i sensi vigili e le orecchie aguzzate come per cogliere strani segnali. Piano piano la zona e la famiglia Gardner vennero accuratamente evitate dagli abitanti della zona: uno dei figli sparì e Nahum si recò a chiedere aiuto al vicino Ammi, l'unico che non lo aveva ancora abbandonato. Ammi lo accompagnò a casa e vi trovò il bestiame affetto da un morbo sconosciuto, i polli morti ridotti a carcasse avvizzite, e la moglie impazzita che viveva rinchiusa nel solaio; insomma una sorta di essenza maligna, giunta sulla terra con il meteorite, sembrava prosciugare la vita e il senno degli esseri viventi, e tingere tutto con quell'assurdo colore.
La storia termina quando Ammi è costretto ad accompagnare sul luogo la polizia locale e il medico legale, che vogliono andare a controllare cosa stia accadendo alla famiglia Gardner: l'entità, che scoprono dimorare nel pozzo, ha divorato tutta la famiglia, fisicamente e mentalmente, riducendola a fragili gusci putrescenti e senza vita. Nel surreale finale, la creatura ritorna negli spazi celesti tramite un raggio di luce, e nel contempo la casa si incendia distruggendosi. Soltanto Ammi si renderà conto che una parte del mostro si trova ancora lì, e ciò gli farà perdere l'equilibrio mentale.

## Adattamenti

### Cinema
- La morte dall'occhio di cristallo (Die, Monster, Die!), regia di Daniel Heller (1965)
- La fattoria maledetta (The Curse), regia di David Keith (1987)
- Colour from the Dark, regia di Ivan Zuccon (2008)
- Die Farbe, regia di Huan Vu (2010)[1]
- Virus: Extreme Contamination, regia di Domiziano Cristopharo (2015)
- Il colore venuto dallo spazio (Colour Out of Space), regia di Richard Stanley (2019)

### Fumetti e Manga
- Isekai no shikisai (異世界の色彩 ラヴクラフト傑作集 Isekai no Shikisai Lovecraft Kessakushuu) (2015), manga illustrato da Gou Tanabe, ripercorre gli eventi del racconto.
- Il fiume dell'orrore, numero 37 del fumetto Dampyr, gli è ispirato.

### Videogiochi
- Il videogame Everybody's Gone to the Rapture presenta molte similitudini con la trama del racconto.